# Владимир Дравецки
Владимир Дравецки (слч. Vladimír Dravecký — Кошице, 3. јун 1985) професионални је словачки хокејаш на леду који игра на позицијама крилног нападача.
Члан је сениорске репрезентације Словачке за коју је на међународној сцени дебитовао на светском првенству 2010. године.
Као играч словачких Кошица освојио је две титуле првака Словачке, у сезонама 2009/10. и 2010/11.